# 青木村立青木中学校
青木村立青木中学校（あおきそんりつ あおきちゅうがっこう）は、長野県青木村大字村松にある村立中学校。村の名前の由来となった木がある。

## 概要
青木村域全てを通学区に抱える。登校者は村営バスを利用する人もおり、中学校の近くにはそのバスのバス停が設置された。1999年よりオーストラリアビクトリア州ワラグルのマリストサイオンカレッジと姉妹校になっており国際交流が行われている。

## 沿革
- 1947年（昭和22年） - 学制改革が行われたのに伴い、青木村立青木中学校として10学級生徒数403名で設置される[2]。
- 1955年（昭和30年）- 完全給食実施。
- 1978年（昭和53年）- 昭和2年（1927年）にアメリカより寄贈された青い目の人形「シンシア・ウェーン」が発見される。

## 校歌
作詞:宮沢章二、作曲:中田喜直、編曲:藤田玄播

## 部活動
これまでにバレーボール部や吹奏楽部は県大会で優勝、コンクール1位、金賞などを取っている。
- 男子バレーボール部
- 女子バレーボール部
- 吹奏楽部

## 通学区域
- 青木村の全域